# الجبهة الديمقراطية النيجيرية
الجبهة الديمقراطية النيجيرية (بالفرنسية: Front démocratique nigérien)‏ هو حزب سياسي في النيجر. ونشر الحزب مجلته الحزبية «الوحدة».

## التاريخ
أسس الحزب زودي إيخيا وأتباعه في 6 مارس 1957، وجمعوا ما تبقى من اتحاد المستقلين والمتعاطفين النيجيريين. أصبح الحزب النيجيري تابع للمؤتمر الأفريقي، وهو حزب سياسي بين الأقاليم بقيادة ليوبولد سيدار سنغور.
اعترض الحزب على انتخابات الجمعية الإقليمية في مارس 1957، لكنه حصل على 0.5٪ من الأصوات وفشل في الفوز بمقعد.